# Cacopsylla yosemitensis
Cacopsylla yosemitensis är en insektsart som först beskrevs av Jensen 1951.  Cacopsylla yosemitensis ingår i släktet Cacopsylla och familjen rundbladloppor. Inga underarter finns listade i Catalogue of Life.